# Musée d'Art et jardins de Cummer
Le musée d'Art et jardins de Cummer (en anglais Cummer Museum of Art and Gardens) est un musée situé à Jacksonville, en Floride. Il a été fondé en 1961 après la mort de Ninah Cummer, qui a légué ses jardins et sa collection d'art personnelle au nouveau musée. Le Cummer Museum s'est depuis étendu pour inclure la propriété appartenant au beau-frère de Ninah, mais il conserve toujours ses conceptions de jardins originaux ainsi qu'une partie de sa maison avec son mobilier historique. Le musée et les jardins attirent 130 000 visiteurs chaque année.
La collection permanente du musée comprend plus de 5 000 œuvres d'art datant de 2100 avant notre ère jusqu'au XXIe siècle. La collection du musée est particulièrement riche en peintures européennes et américaines et comprend également des pièces importantes de porcelaine de Saxe. Le musée possède également un centre éducatif primé, Art Connections, qui propose des installations éducatives interactives et sert les élèves défavorisés et ceux de l'éducation spécialisée grâce à ses programmes.
Il y a trois jardins fleuris sur le terrain du musée, le plus ancien remontant à 1903. Ces jardins ont conservé leur disposition originale pendant plus d'un siècle et ont été conçus par des paysagistes tels que les Olmsted Brothers, Thomas Meehan & Sons et Ellen Biddle Shipman. Les jardins Cummer sont inscrits au Registre national des lieux historiques.

## Histoire

### Famille Cummer

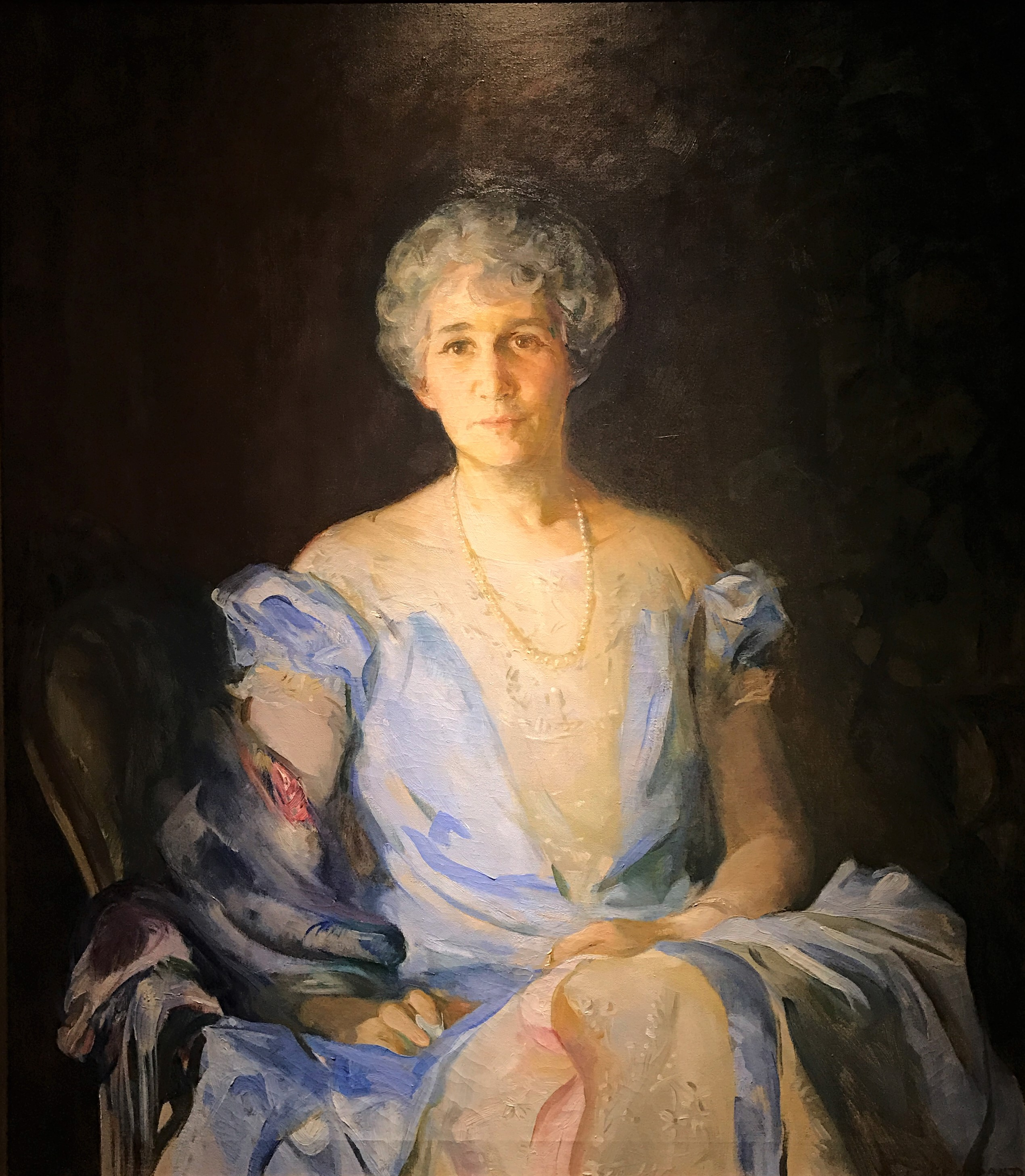
Ninah Cummer

L'histoire du Cummer Museum remonte à 1902. Cette année-là, Arthur et Ninah Cummer ont construit leur maison sur Riverside Avenue. Les parents d'Arthur, Wellington et Ada Cummer, vivaient à côté, et le frère d'Arthur, Waldo, et sa belle-sœur Clara vivaient à proximité. Wellington Cummer était un riche baron qui a déménagé à Jacksonville en 1896. La société Cummer Lumber était, à un moment donné, le plus grand propriétaire terrien de Floride. Wellington a également construit le Jacksonville and Southwestern Railroad.
En 1906, lors de leur lune de miel, Ninah et Arthur Cummer ont acheté leur première œuvre d'art, une peinture intitulée Along the Strand directement à l'artiste, Paul King. La peinture représente deux hommes conduisant des charrettes tirées par des chevaux sur une plage. En 1931, Ada Cummer est décédée, et ses deux fils ont démoli sa vieille maison et ont divisé la propriété. Ninah Cummer a alors engagé l'architecte paysagiste Ellen Biddle Shipman pour créer le jardin italien sur son terrain et celui d'Arthur. Clara Cummer a fait fusionner sa portion avec son jardin existant pour créer le jardin Olmsted.
Après la mort d'Arthur en janvier 1943, Ninah Cummer a commencé à collectionner des œuvres d'art de manière sérieuse. Au cours des quinze années précédant sa mort, Ninah a élargi sa collection d'art à soixante pièces, toutes encore présentes dans la collection du musée aujourd'hui. En 1957, l'année précédant sa mort, Ninah a annoncé que ses dons ne constitueraient « qu'un petit début vers une grande vision » et espérait « que d'autres partageront cette vision et, par leur intérêt et leurs contributions, aideront à établir ici un centre de beauté et de culture digne de la communauté ». Elle a créé la DeEtte Holden Cummer Museum Foundation, nommée en l'honneur de la fille décédée en bas âge des Cummer, pour gérer sa vision après sa mort.

### Musée

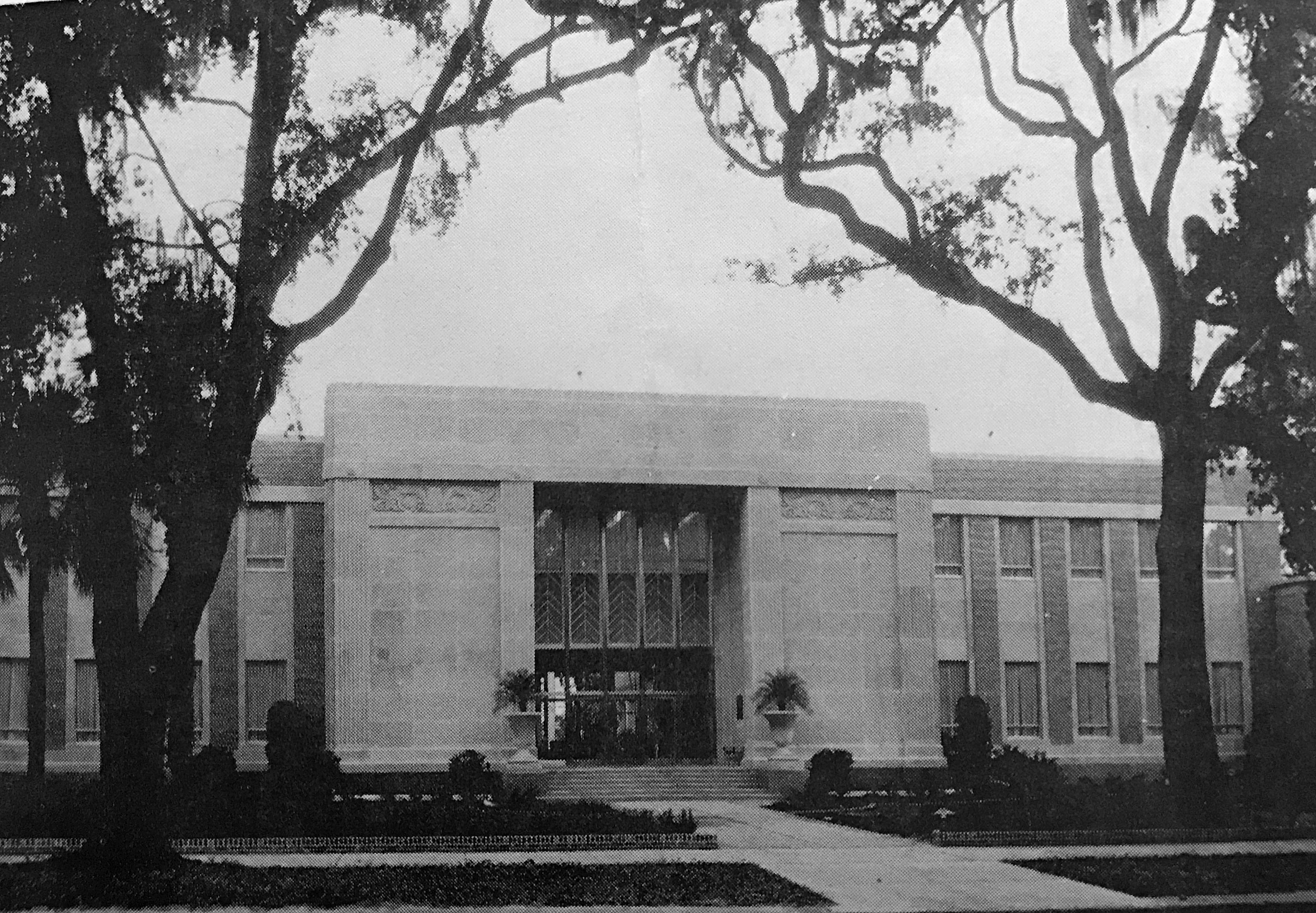
Le nouveau bâtiment de la Cummer Gallery, d'après une brochure de 1965.

Ninah Cummer et Clara Cummer, toutes deux veuves, sont décédées en 1958. Ninah Cummer a légué son domaine, y compris ses jardins, à la DeEtte Holden Cummer Museum Foundation pour un musée destiné à abriter sa collection d'art. En 1960, les maisons des deux frères et sœurs ont été démolies pour construire le musée. La propriété de Clara et Waldo a été vendue et abrite aujourd'hui la section nord-est de la Floride de la Croix-Rouge américaine et le centre éducatif du musée, Art Connections. Une partie des jardins a également été détruite lors de cette démolition. Le nouveau bâtiment a été conçu par Saxelbye et Powell et construit en 1961. Il présentait une façade Art déco et une cour intérieure pavée avec les tuiles en terre cuite du toit de l'ancienne maison des Cummer. Une pièce de la maison originale des Cummer, connue sous le nom de Tudor Room, a été préservée et intégrée au nouveau musée. Le Cummer Museum of Art & Gardens, alors nommé The Cummer Gallery, a ouvert ses portes le 11 novembre 1961.
L'ouverture du musée a été suivie par mille invités, dont le maire de Jacksonville, W. Haydon Burns, et le gouverneur de Floride, Farris Bryant. Burns a déclaré : « Les habitants de Jacksonville n'ont jamais reçu un cadeau comparable en générosité ou en beauté au musée… un témoignage de l'héritage du passé et représentant la force et le caractère de ceux qui étaient les leaders de Jacksonville dans le passé ». La collection du musée était exposée, ainsi que trois expositions spéciales : une collection de 51 gravures de James McBey (aujourd'hui faisant partie de la collection permanente du musée), une sélection de peintures françaises prêtées par une galerie de New York, et une exposition d'art américain prêtée par la National Academy of Design.
En 1971, dix ans après l'ouverture du musée, le Cummer a célébré l'ajout d'une nouvelle aile pour l'art du XVIIe siècle.
En 1989, le musée a acquis une stèle égyptienne antique, datant de 2100 avant notre ère, ce qui en fait la plus ancienne pièce de la collection du musée.
Le Cummer Museum a acquis le bâtiment Barnett au début des années 1990, transformant le premier étage en centre éducatif du musée, Art Connections, et utilisant le deuxième étage pour les bureaux administratifs. Les deux bâtiments ont été reliés par la Barnett Concourse, et deux autres grandes galeries ont été ajoutées. Cette extension a été achevée en 1992. Début 2002, le musée a acquis le Woman's Club of Jacksonville adjacent, un bâtiment résidentiel de style Tudor qui servirait d'espace pour les programmes et événements du musée. Le musée a également acquis la Jacobsen Gallery of American Art en 2005, et la Mason Gallery en 2006.
Le 25 janvier 2010, les jardins Cummer ont été ajoutés au Registre national des lieux historiques.
En mars 2016, le conseil d'administration du Cummer Museum of Art & Gardens a annoncé que l'ancien Woman's Club of Jacksonville, qui devait devenir un centre de programmation pour le musée, devrait être démoli en raison d'une infestation de termite de Formose, ce qui a coûté au musée son investissement de 7 millions de dollars dans le bâtiment. Il avait été précédemment inscrit au Registre national des lieux historiques.

## Collection

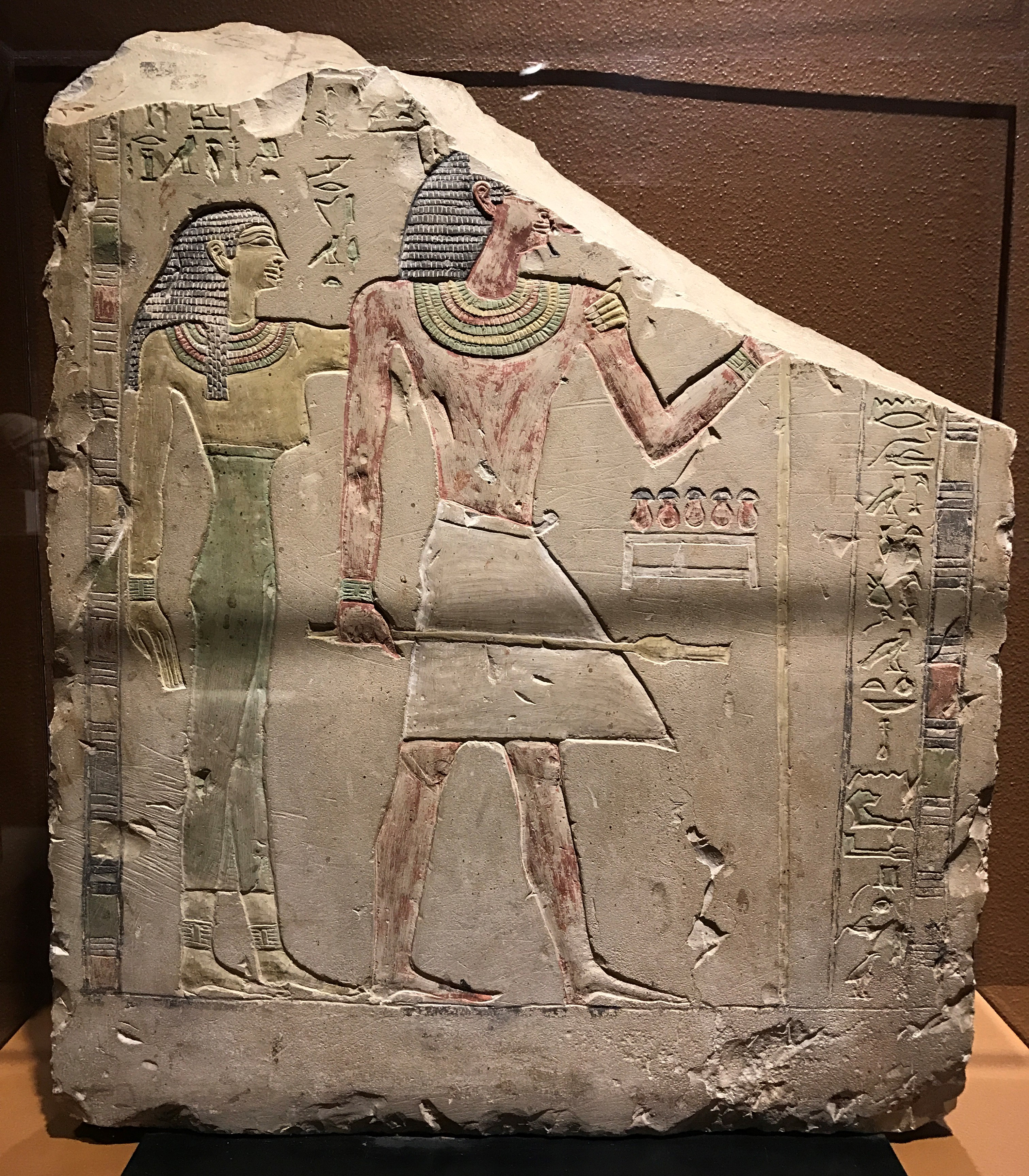
Stèle d'Iku et Mer-imat, vers 2100 avant notre ère

La collection d'art du Cummer Museum s'est étendue à partir du groupe de plus de 60 œuvres de la collection de Ninah Cummer pour atteindre plus de 5 000 œuvres d'art. La collection permanente s'étend de 2100 avant notre ère jusqu'au XXIe siècle et comprend des pièces créées par Peter Paul Rubens, Winslow Homer, Thomas Moran, Norman Rockwell et Romare Bearden. Elle abrite également la Wark Collection de porcelaine de Meissen. Les pièces de la collection du musée ont été soit données au musée, comme la collection Wark, soit achetées grâce au fonds d'acquisition du musée, qui est soutenu par des dons individuels et des événements de collecte de fonds,.

### Collections spéciales

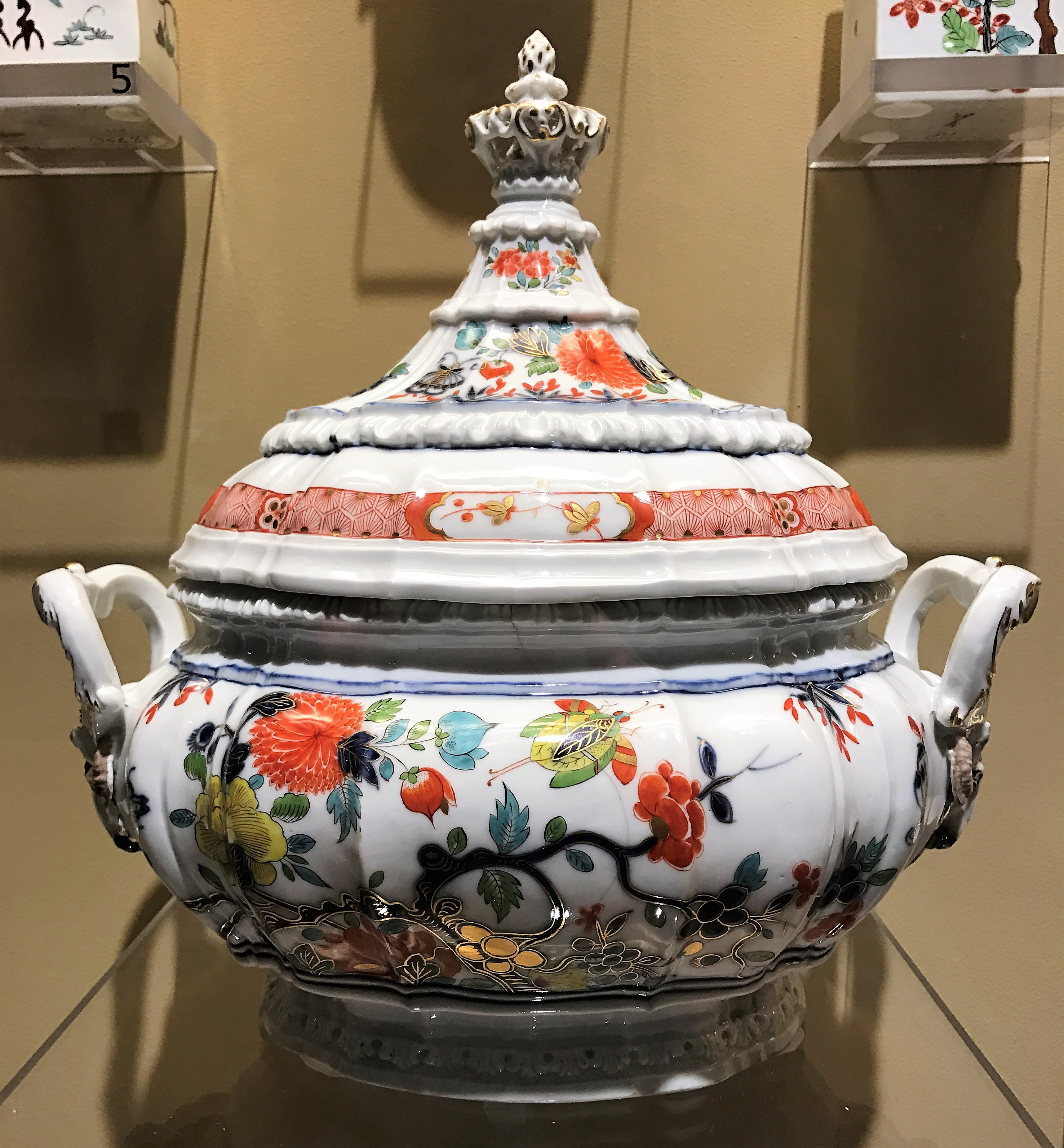
Une pièce de la collection de porcelaine de Meissen du musée.

Le Cummer Museum possède sept collections spéciales :
- La collection Constance I. et Ralph H. Wark de porcelaine de Meissen ancienne – Ralph Wark a commencé à collectionner la porcelaine de Meissen en 1922. Au fil des ans, il a acquis une collection de plus de 700 pièces. Wark et sa sœur Constance ont déménagé à St. Augustine et ont fait don de la collection au Cummer en 1965[6].
- La collection Eugène Louis Charvot – Plus de 200 œuvres produites par Eugène Louis Charvot, un médecin et officier de l'armée française ainsi qu'un peintre[18].
- La collection Joseph Jeffers Dodge – 230 œuvres de l'artiste réaliste américain Joseph Jeffers Dodge[18].
- La collection Dennis C. Hayes d'estampes japonaises – Une collection de 190 estampes japonaises couvrant les XIXe siècle et XXe siècle[18].
- La collection James McBey – L'une des plus grandes collections d'œuvres de James McBey en dehors de son Écosse natale, cette collection couvre toute sa carrière[18].
- La collection Eugene Savage – Une collection d'œuvres du membre de la National Academy of Design Eugene Savage qui dépeint les traditions Seminole dans les années 1930[18].
- Les archives et livres rares de la collection permanente – Une collection de matériaux d'archives et de livres rares qui complètent les autres collections spéciales, y compris une partie de la bibliothèque personnelle des Cummer[18].

### Tudor Room

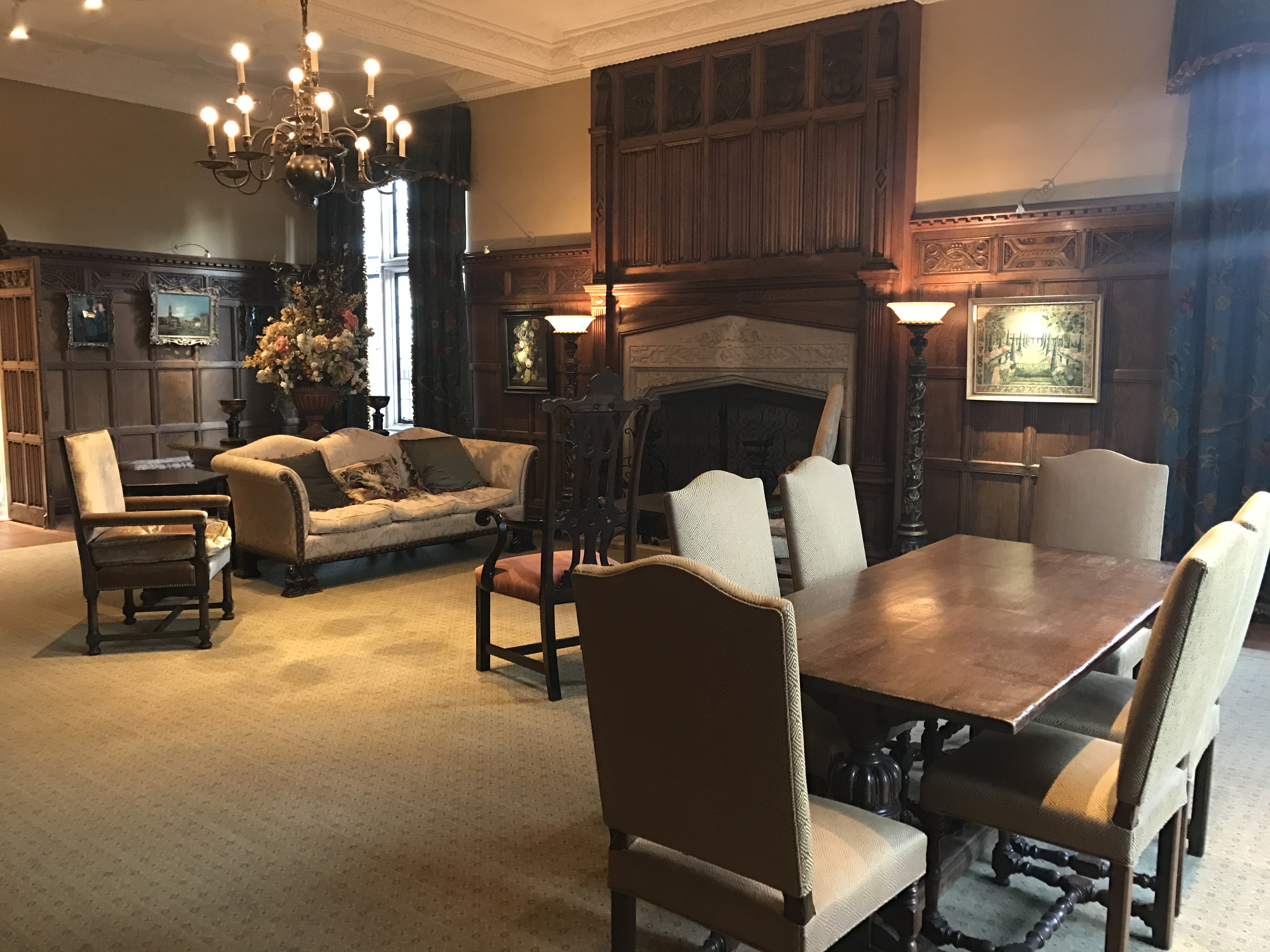
La Tudor Room

Une pièce de la maison originale des Cummer, connue sous le nom de Tudor Room, a été préservée afin que « le public puisse avoir un aperçu de la personnalité du propriétaire ». Elle conserve tout son mobilier historique, y compris un certain nombre de peintures de la collection originale des Cummer. Elle présente également des portraits de Ninah et Arthur Cummer, ainsi qu'une broderie de Ninah représentant son jardin italien,.

### Sculptures
Un certain nombre de sculptures faisant partie de la collection permanente sont exposées dans le paysage autour du musée. Running Boy de Janet Scudder est exposé dans la cour, et Entropy Series #26 de Riis Burwell se trouve au-dessus du jardin italien. Une sculpture de Mercure par un artiste inconnu se trouve au centre du jardin Olmsted. Diana of the Chase, de l'artiste américaine Anna Hyatt Huntington, est située dans la partie supérieure des jardins. Un jardin de sculptures entoure l'extérieur du bâtiment Barnett. Diverses autres pièces sont exposées à l'intérieur du musée.

## Jardins
Les jardins Cummer couvrent 1,45 acre et sont composés de plantes natives de Floride, de grands chênes verts et d'un certain nombre de bassins réfléchissants, fontaines, ornements et sculptures. Ils sont divisés en trois jardins thématiques et une grande pelouse sur le fleuve Saint-Jean. Beaucoup des arbres originaux de la propriété ont été abattus pour faire place à des plates-bandes, mais ceux qui sont restés ont atteint jusqu'à 150 pieds de hauteur. Ninah Cummer a adopté le lion comme motif personnel, et des détails de lions se trouvent partout dans les jardins.
Les premiers jardins de la propriété Cummer ont été conçus par Ossian Cole Simonds en 1903, juste après l'achèvement de la maison adjacente. Thomas Meehan & Sons de Philadelphie ont redessiné ce jardin et ont créé ce qui deviendra connu sous le nom de jardin anglais en 1910. Ellen Biddle Shipman a conçu le jardin italien en 1931. Des sections du jardin de Clara et Waldo ont été conçues par William Lyman Phillips, un partenaire de la firme Olmsted Brothers. Les Olmsted Brothers ont également conseillé Ninah sur une conception pour un jardin mural en 1922, mais elle a choisi de planter un jardin conçu par William Mercer de Philadelphie. Les jardins Cummer ont été sélectionnés pour le Registre national des lieux historiques car ils représentent l'histoire de la conception paysagère américaine au cours des quatre premières décennies du XXe siècle.
Tous les jardins du Cummer peuvent être visités virtuellement sur le site web du Cummer Museum, avec pour objectif d'engager, d'éduquer et d'inspirer sans qu'il soit nécessaire qu'un membre du personnel participe à la visite avec chaque visiteur. Cela permet également aux individus de visiter le jardin virtuellement sans avoir à se rendre au musée lui-même. Grâce à la visite virtuelle du jardin, les visiteurs peuvent en apprendre davantage sur les jardins, les plantes et les sculptures de chaque jardin.
En septembre 2017, les jardins Cummer ont été gravement touchés par l'ouragan Irma, y compris des dommages importants causés par les inondations lorsque le fleuve Saint-Jean a débordé d'environ quatre pieds d'eau dans les jardins. Une initiative de reconstruction de 1,3 million de dollars pour le jardin anglais, le jardin italien et le jardin Olmsted a commencé en décembre 2018 et s'est achevée en juin 2019. Le plan de restauration a été créé en utilisant une variété de documents historiques, y compris des archives historiques, des journaux de plantes, des photographies et des factures de la création initiale des jardins. Les jardins anglais ont rouvert en avril 2019, et les trois jardins ont été achevés et ouverts au public en juillet 2019.

### Jardin anglais

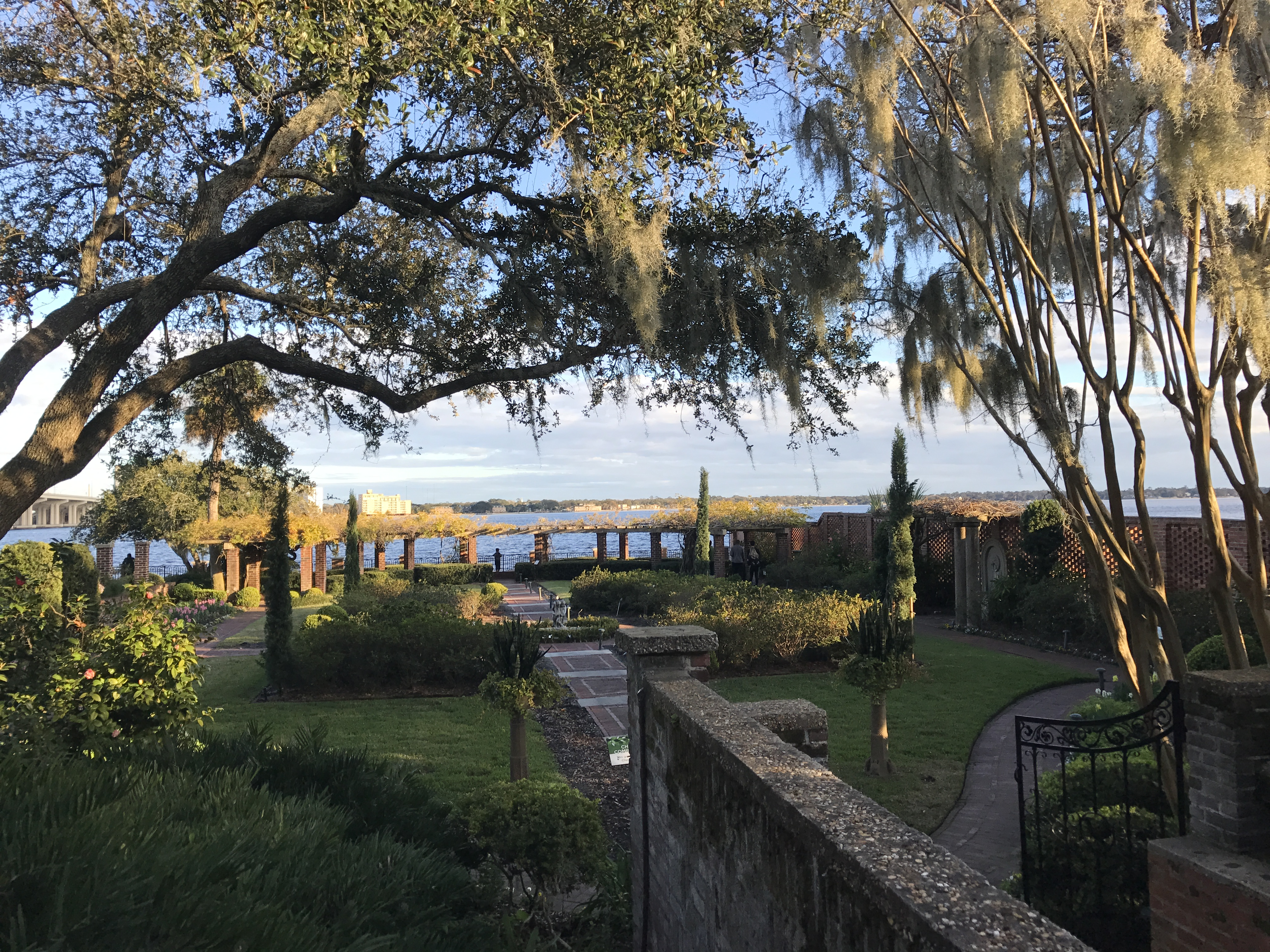
Le jardin anglais

Le jardin anglais est un jardin rectangulaire avec des chemins en brique, une pergola qui présente des cyprès à la tête du jardin, et un certain nombre de statues et d'ornements de jardin. Le jardin compte des centaines d'arbres, d'arbustes et de plantes vivaces indigènes, notamment des azalées. Il présente également un jardin mural, qui a été construit en 1922. Le point central du jardin est une grande tonnelle de glycines.
Thomas Meehan & Sons de Philadelphie ont conçu le jardin anglais en 1910. Il était initialement connu sous le nom de jardin Wisteria. En 1925, Ninah a assisté à une conférence sur les azalées donnée par H. Harold Hume, un horticulteur connu pour son travail avec les azalées, les camélias et les agrumes. Cette conférence a suscité son intérêt pour les azalées, alors elle a visité des jardins d'azalées à Charleston, en Caroline du Sud, pour s'inspirer. Conseillée par Hume, elle a replanté une grande partie de son jardin anglais avec des azalées, le renommant jardin Azalée.

### Jardin italien

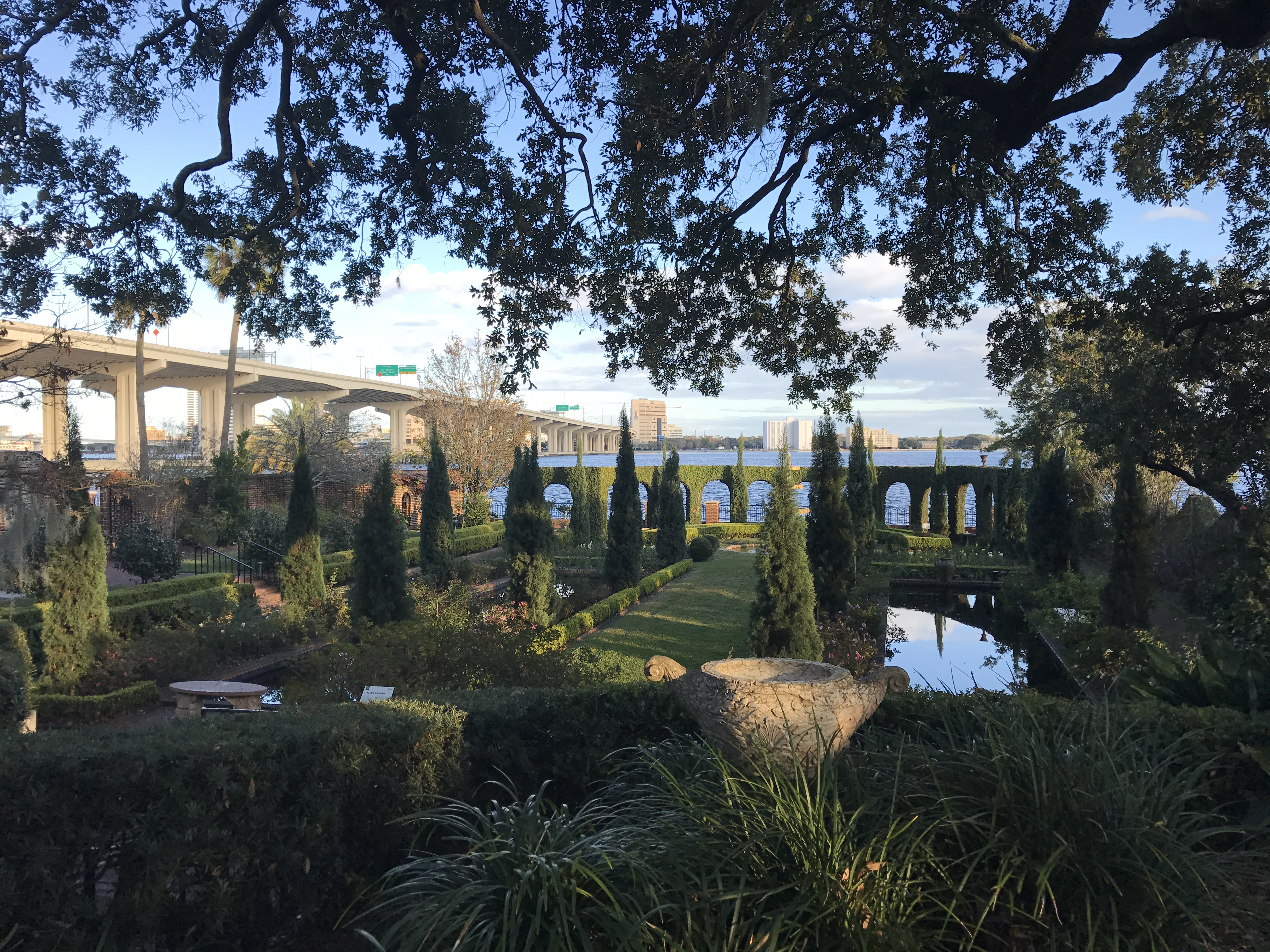
Le jardin italien

Ellen Biddle Shipman a conçu le jardin italien en mai 1931. Il présente deux rangées d'arbres à feuilles persistantes taillés entre deux longs bassins réfléchissants rectangulaires. Il a un point focal à l'extrémité du jardin sous la forme d'une fontaine en marbre entourée d'une gloriette en arc. Il y a également un certain nombre de statues, d' ornements, de bacs avec de petits arbres et de fleurs.
En 2002, la fontaine centrale, faite d'agrégat de Vérone qui s'était détérioré au fil du temps, a été remplacée par une reproduction exacte en marbre de Botticino, sculptée par Nicola Stagetti à Pietrasanta, en Italie.

### Jardin Olmsted

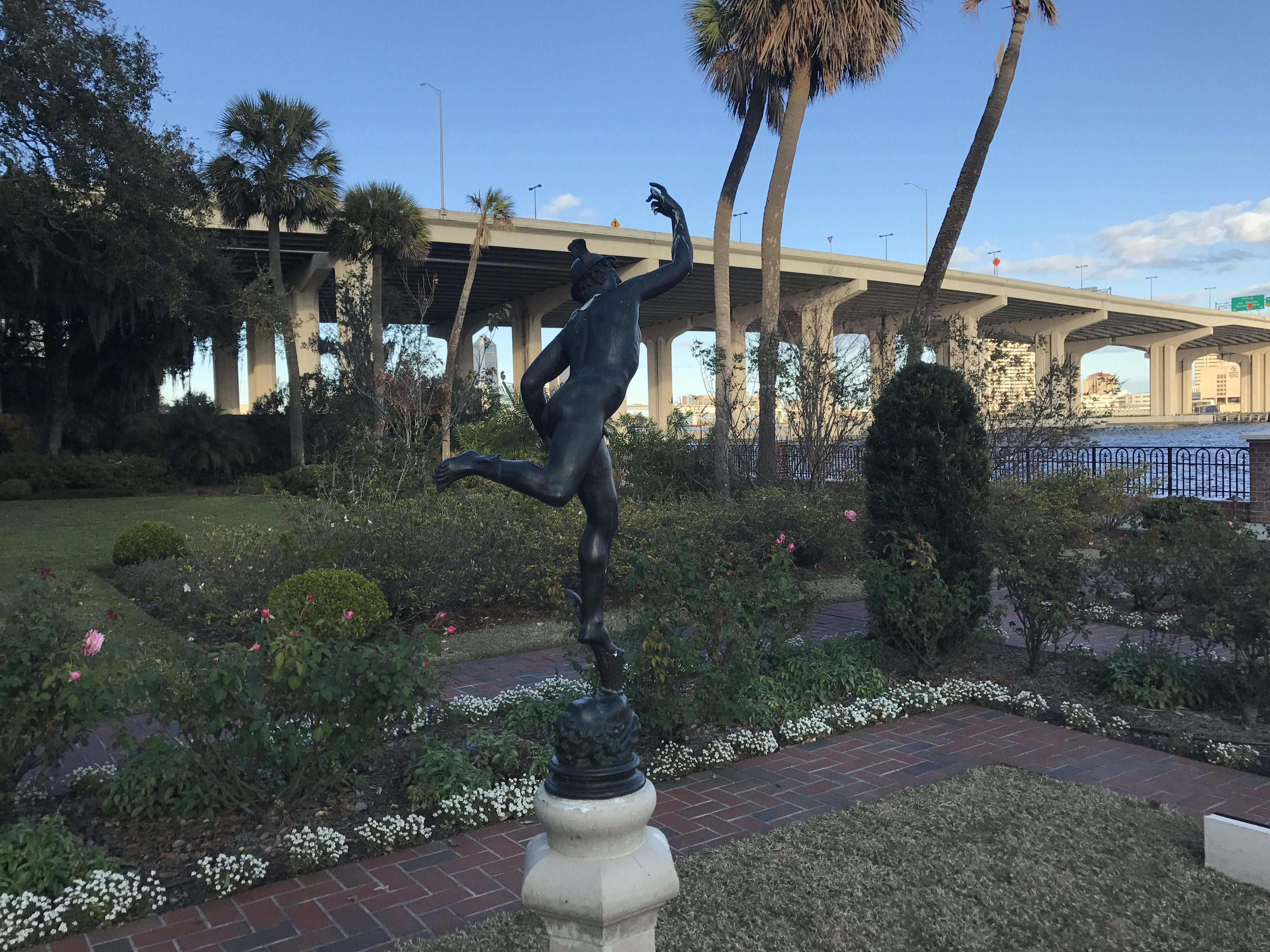
La statue de Mercure dans le jardin Olmsted

Le jardin Olmsted a été conçu par les Olmsted Brothers, fils de Frederick Law Olmsted, le concepteur de Central Park à New York. Il était situé derrière la maison de Waldo et Clara. Il présente de nombreuses variétés de fleurs et d'arbres, un escalier courbe, un portique et trois chambres de jardin.
Après la vente de la propriété en 1960, le jardin est tombé en désuétude, mais avec l'achat du bâtiment Barnett, des plans ont été faits pour le restaurer en utilisant des photographies historiques. La restauration à la disposition originale a été achevée en 2013. À son apogée, le point central du jardin était une statue en bronze néoclassique de Mercure par un artiste inconnu. La statue a été donnée dans les années 1960, mais elle a été redonnée au musée vers 2013, pour être exposée dans le jardin restauré.

### Chêne Cummer

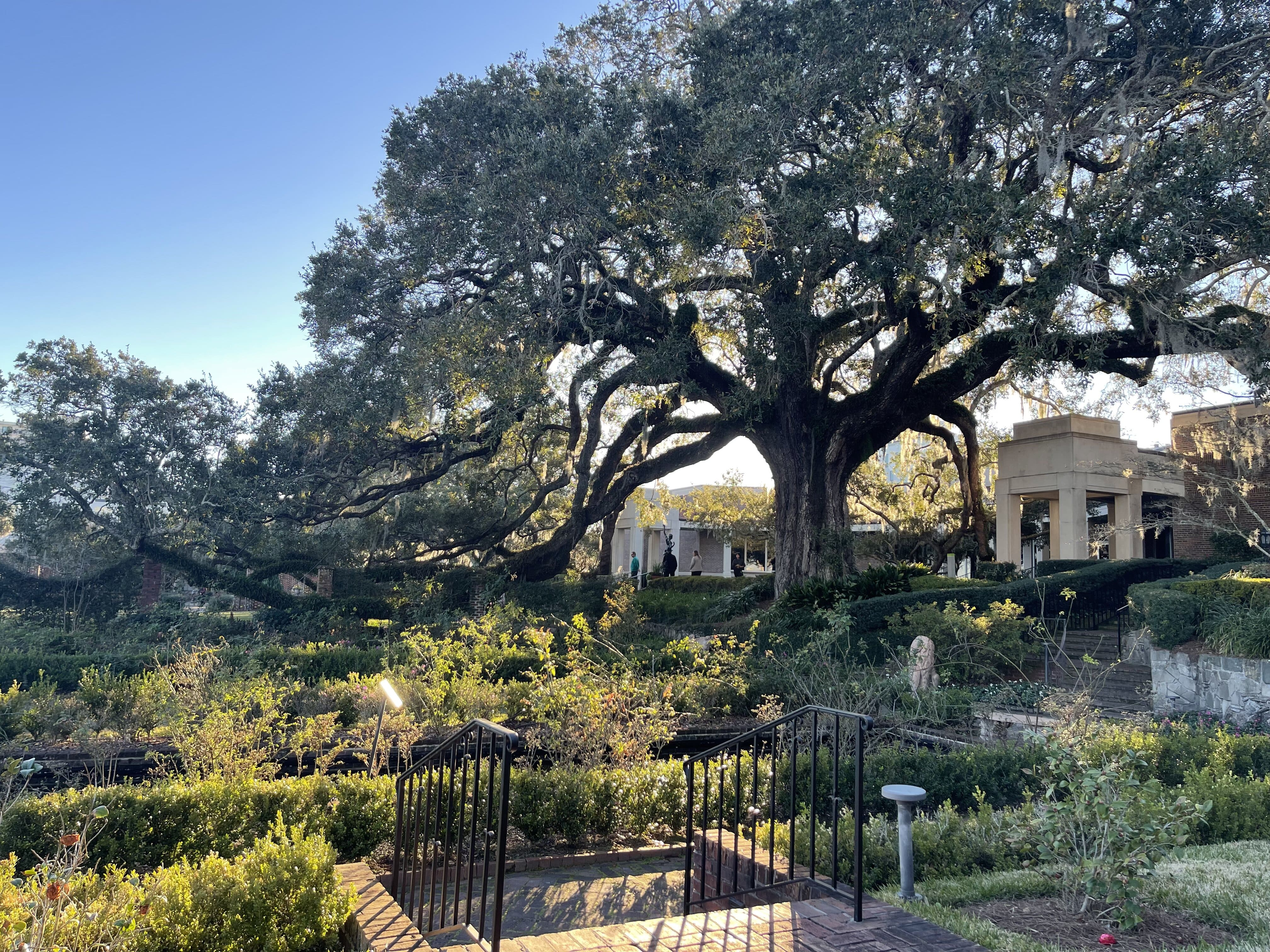
Les chênes des jardins Cummer

Le chêne Cummer est un grand chêne vert, estimé être âgé de 400 à 450 ans, qui domine les jardins. Il mesure 80 pieds de haut, 138 pieds de large et a une circonférence de tronc de 21 pieds.

## Éducation

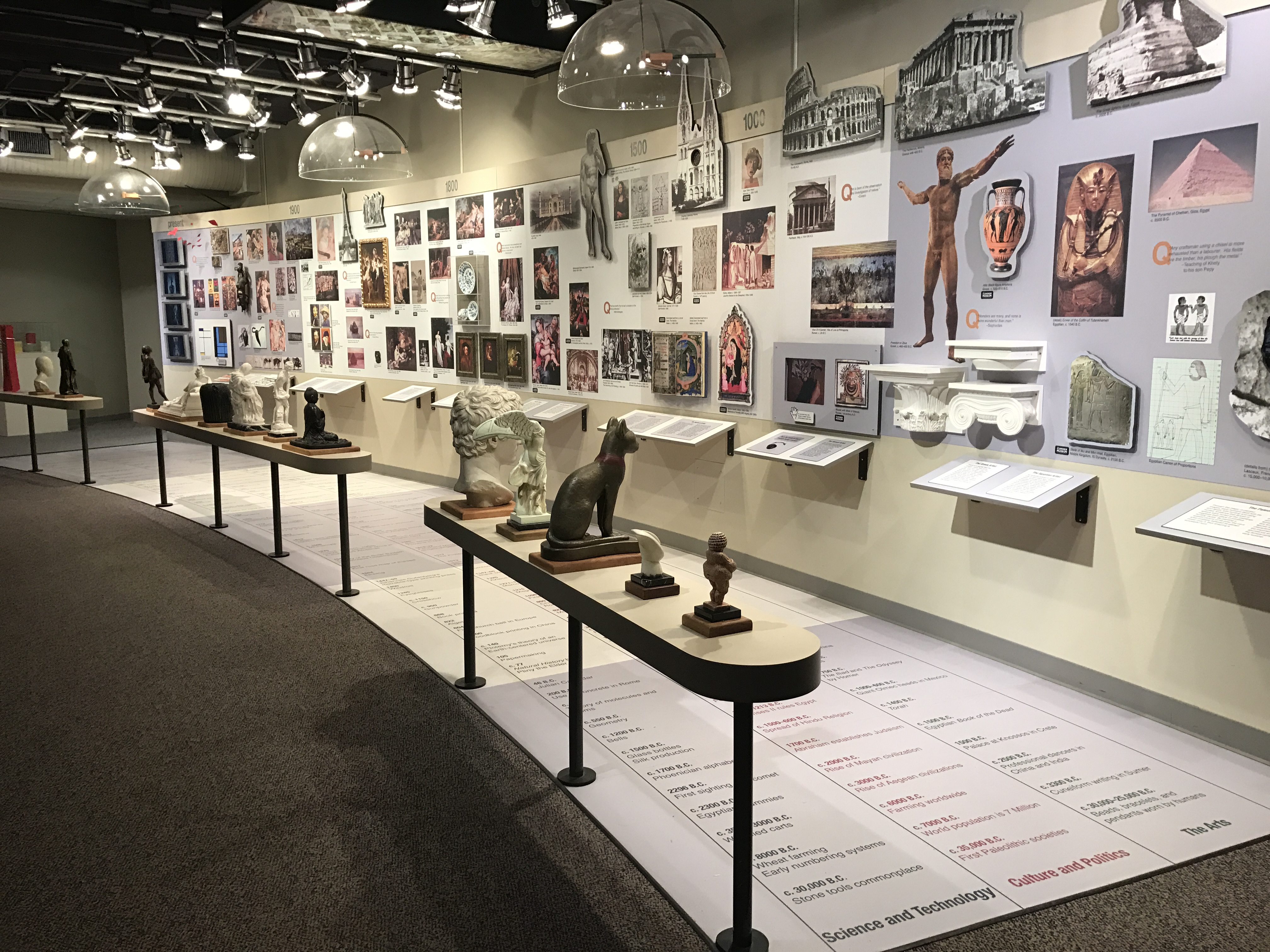
Une chronologie de l'histoire de l'art située dans Art Connections.

L'expansion du musée en 1992 a permis de créer un nouveau centre éducatif nommé Art Connections. Art Connections a permis à des milliers d'écoliers locaux de vivre une expérience éducative artistique grâce à des expériences pratiques, des cours d'art et des visites spéciales pour les étudiants. En 1994, Art Connections a reçu le Prix national du service muséal de l'Institute of Museum and Library Services pour son service communautaire exceptionnel.
Art Connections a subi une rénovation complète en 2004. La plupart des travaux ont consisté à installer de nouvelles activités high-tech, notamment une toile virtuelle alimentée par un pinceau à lumière laser et une pièce qui transforme les ombres des danseurs en art sur le mur.
Art Connections abrite un certain nombre de programmes éducatifs, tels que Women of Vision, Junior Docents, le festival VSA Arts, Cummer in the Classroom et la Weaver Academy of Art.
Le festival Very Special Arts est un festival annuel pour les élèves de l'éducation spécialisée organisé au Cummer Museum, qui a accueilli plus de 2 000 étudiants et 1 000 bénévoles en 2014. Guidés par des bénévoles du musée, les élèves participent à des projets artistiques pratiques, dont certains ont été exposés au musée.
La Weaver Academy of Art au Cummer Museum a été créée en 2007 pour les enfants d'âge scolaire élémentaire défavorisés. Le programme sert plus de 3 000 élèves et 200 enseignants dans la région locale. Le programme, le plus grand programme éducatif du Cummer Museum, propose des visites du musée, des interventions en classe, des formations pour les enseignants et des laissez-passer gratuits pour les enseignants et les élèves.
Les familles avec de jeunes enfants peuvent emprunter un sac à dos familial au bureau d'accueil du centre interactif Art Connections, situé à l'extrémité nord du musée. Chaque sac à dos familial contient des matériaux et des activités destinés aux jeunes visiteurs et aux familles pour les aider à découvrir et à comprendre la signification, les humeurs et les éléments de l'art pendant leur visite au musée. Les sacs à dos familiaux sont actuellement disponibles en quatre thèmes : Animaux, Éclaboussure de couleurs, Jardins et Ma famille.
Les visiteurs peuvent créer leur propre art en explorant les galeries et les jardins en visitant le CREATE Cart dans la loggia Uible. Sur le CREATE Cart, les visiteurs trouveront des boîtes contenant un tableau à pince avec du papier, des crayons de couleur et un taille-crayon. Ces boîtes peuvent être empruntées gratuitement par les visiteurs et doivent être rendues au chariot avant de quitter le musée.

## Publications
Le Cummer Museum of Art & Gardens a publié deux livres. Il s'agit de The Chef's Canvas Cookbook (2016) et A Legacy in Bloom: Celebrating a Century of Gardens at the Cummer (2008), tous disponibles à l'achat à la boutique du musée.

## Œuvres conservées

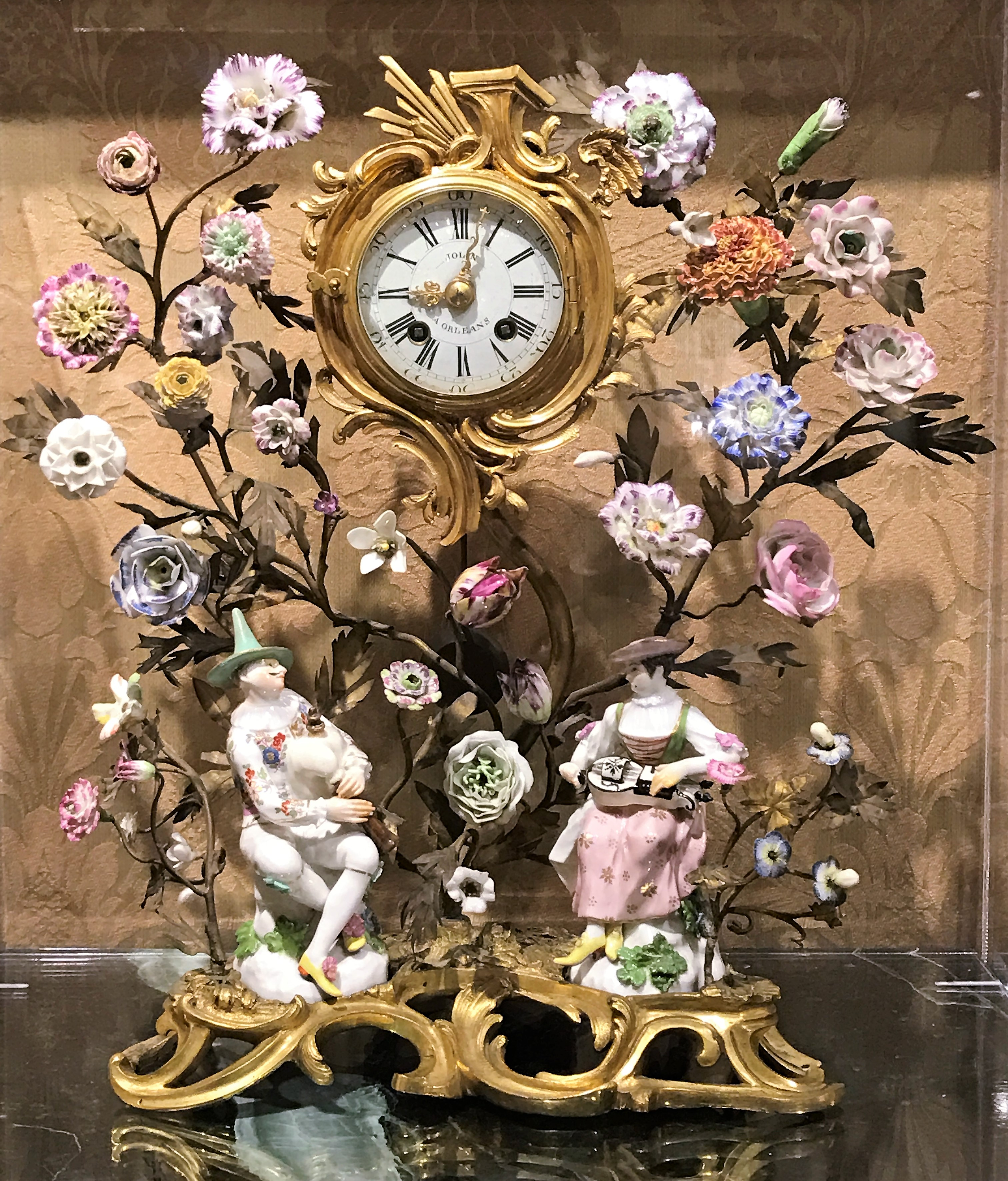
Johann Joachim Kändler, Horloge de cheminée en ormolu avec figurines de Meissen, vers 1735
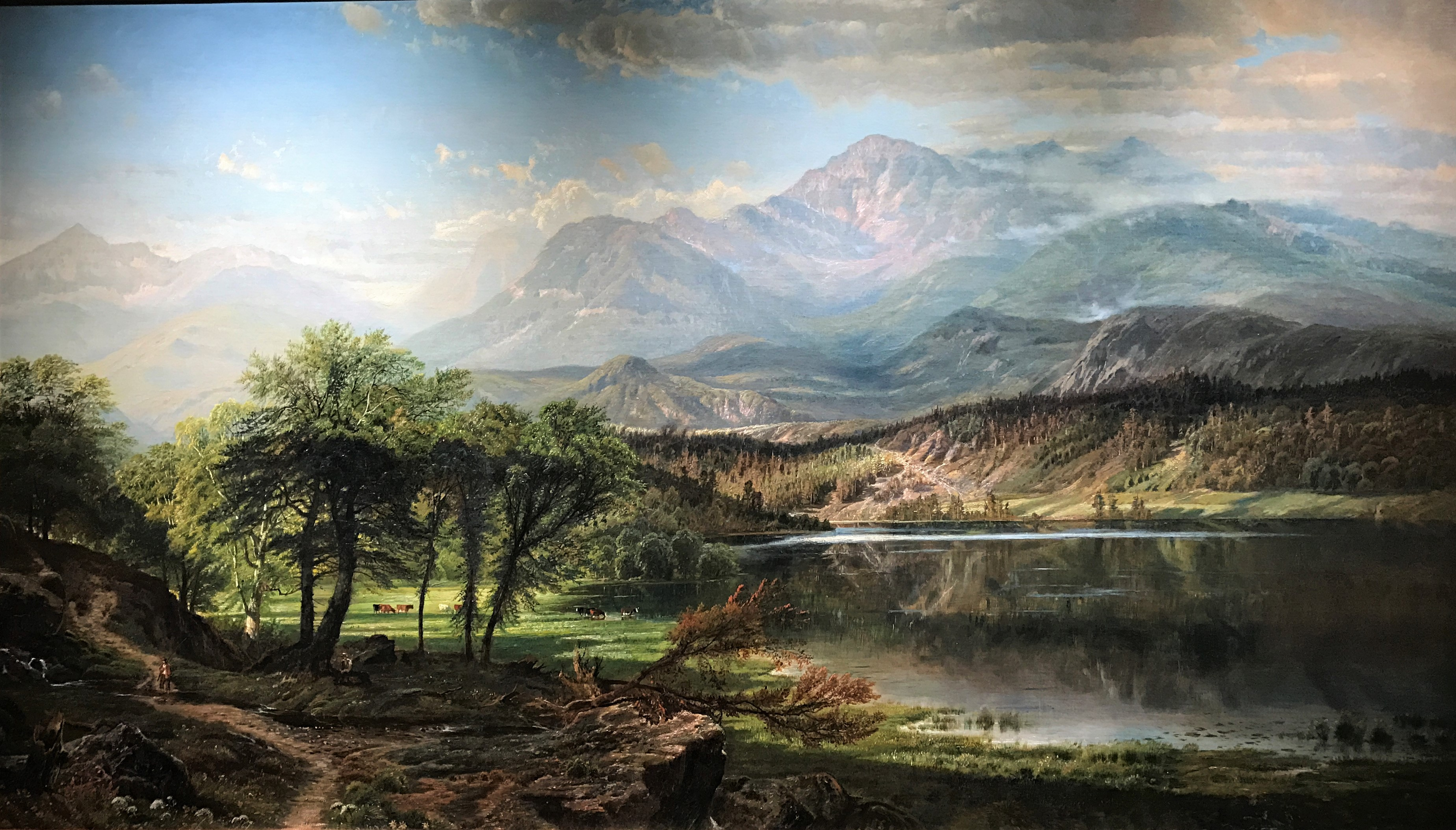
Edmund Darch Lewis, Mont Washington, New Hampshire, vers 1865
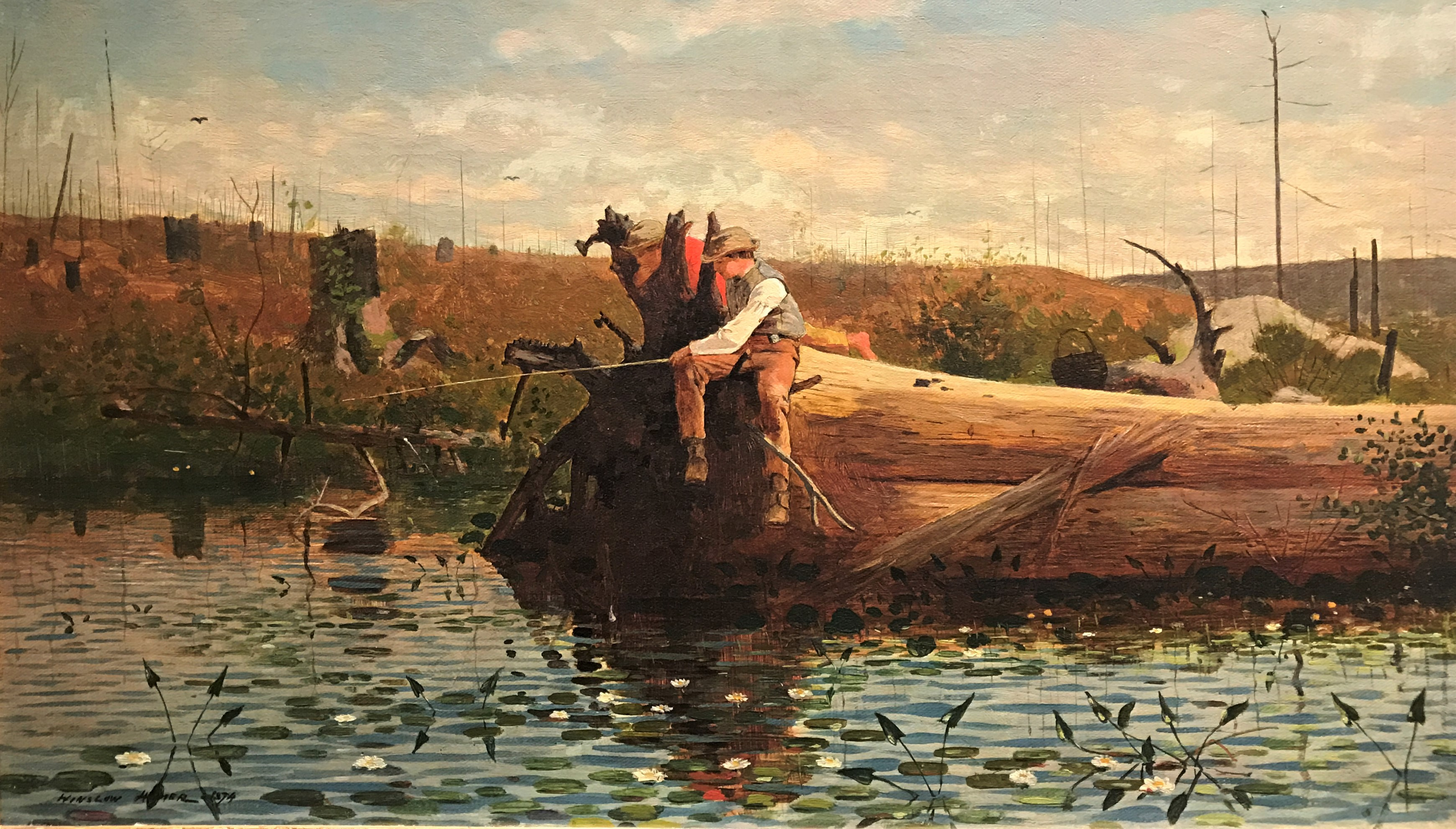
Winslow Homer, En attendant une bouchée, vers 1874
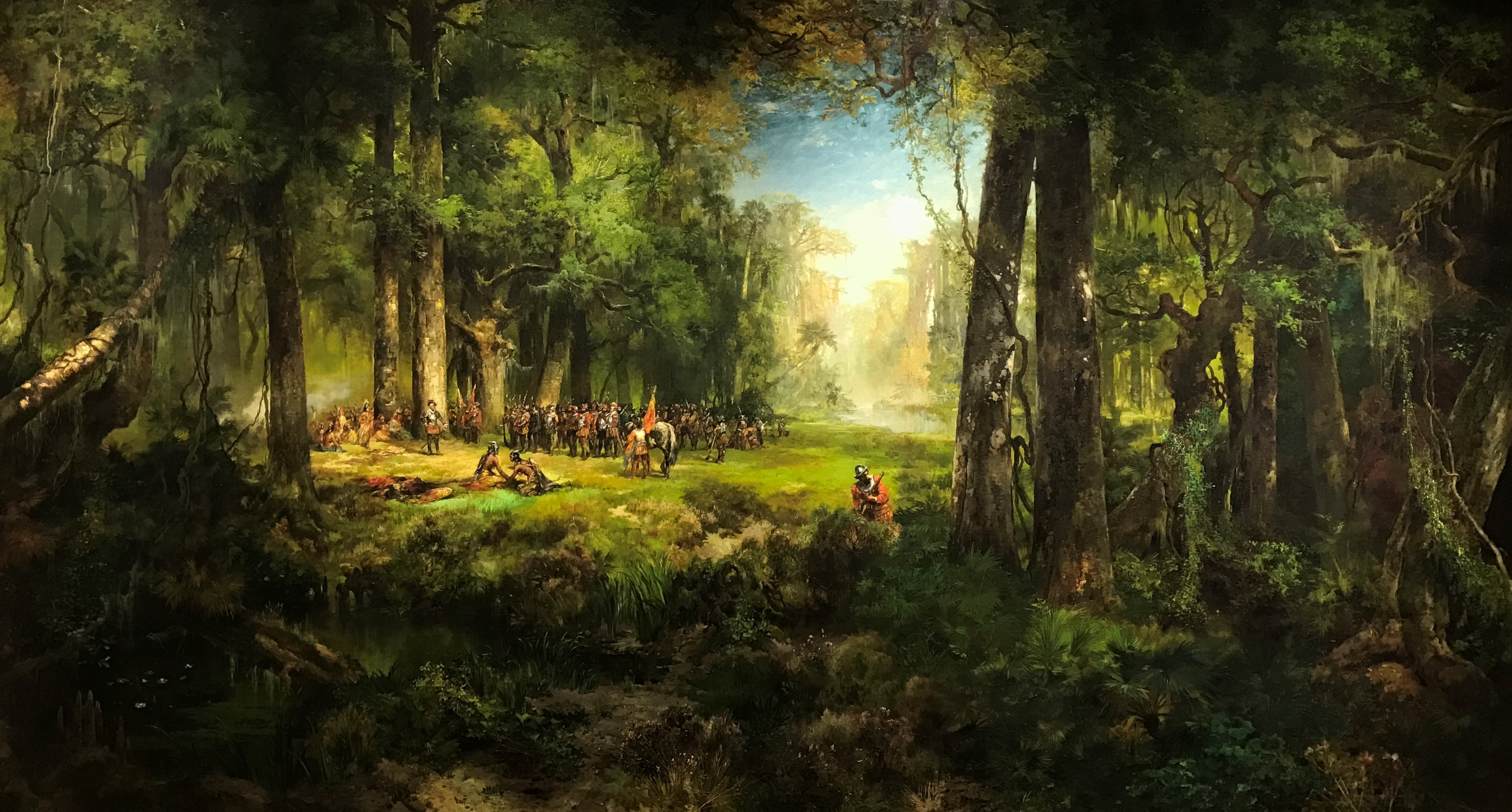
Thomas Moran, Ponce de León en Floride, vers 1877-1878
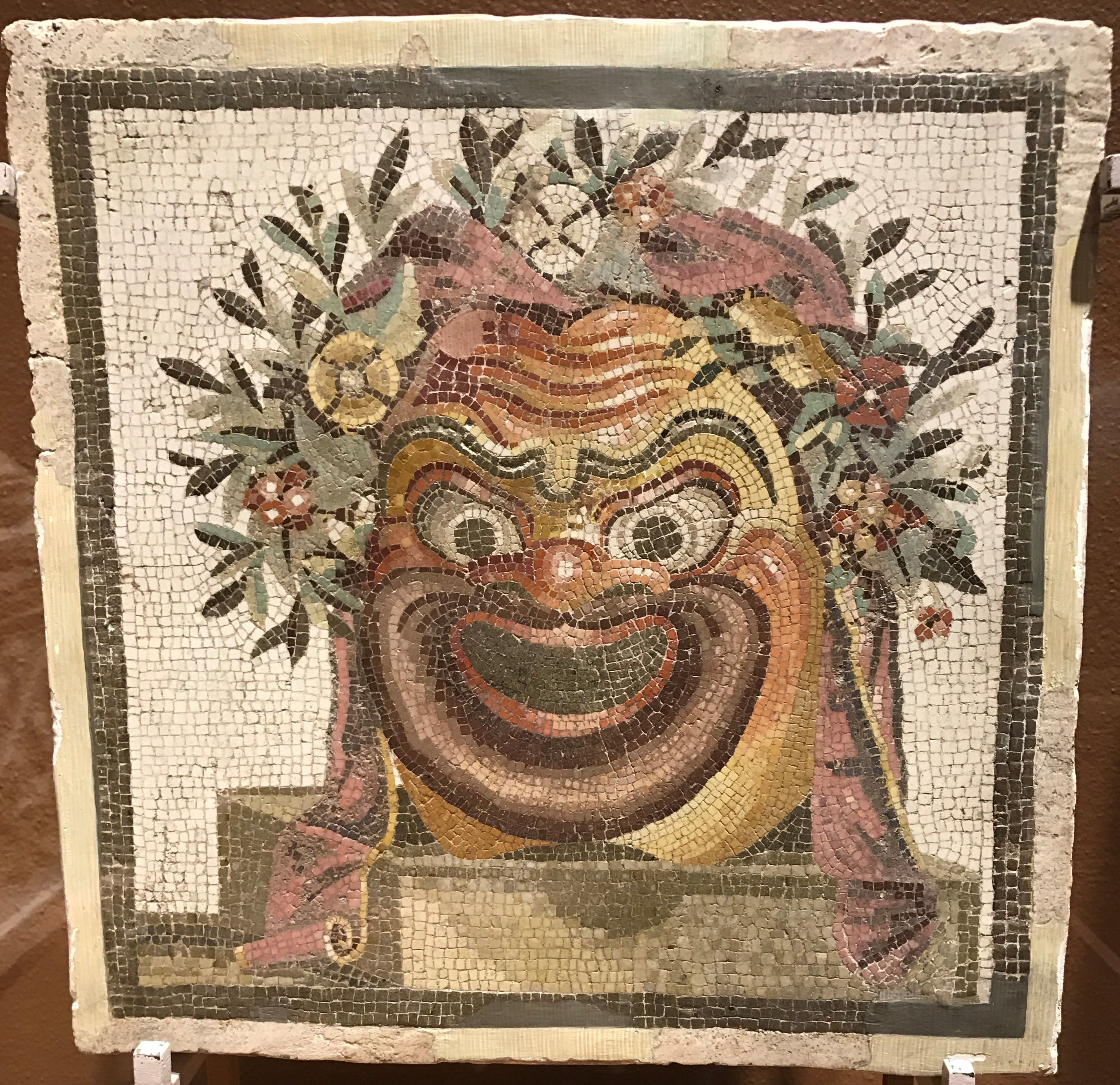
Artiste inconnu, Mosaïque avec masque de Silène, vers 100 de notre ère
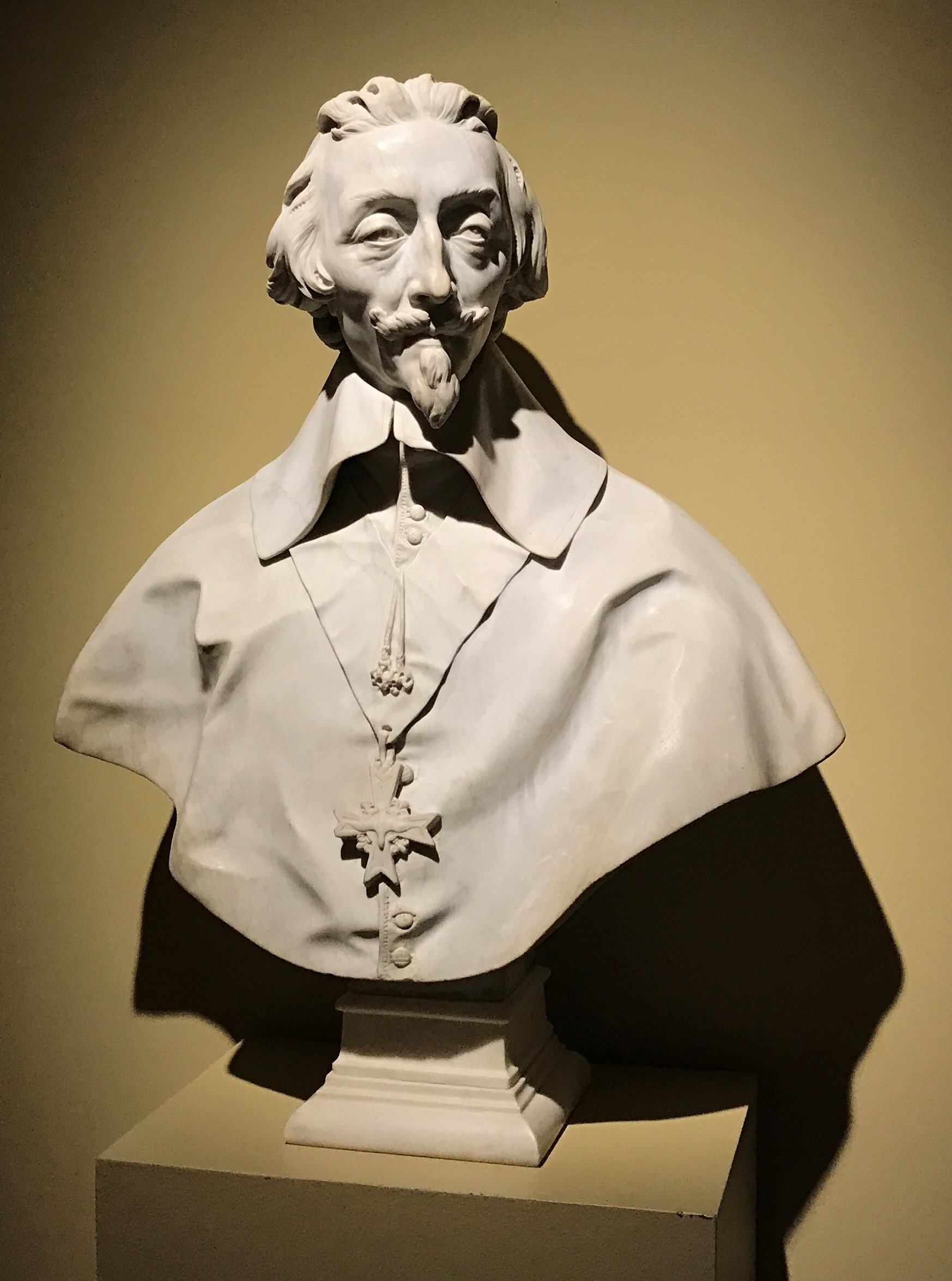
Atelier de Gian Lorenzo Bernini, Armand Jean du Plessis, cardinal de Richelieu, vers 1641
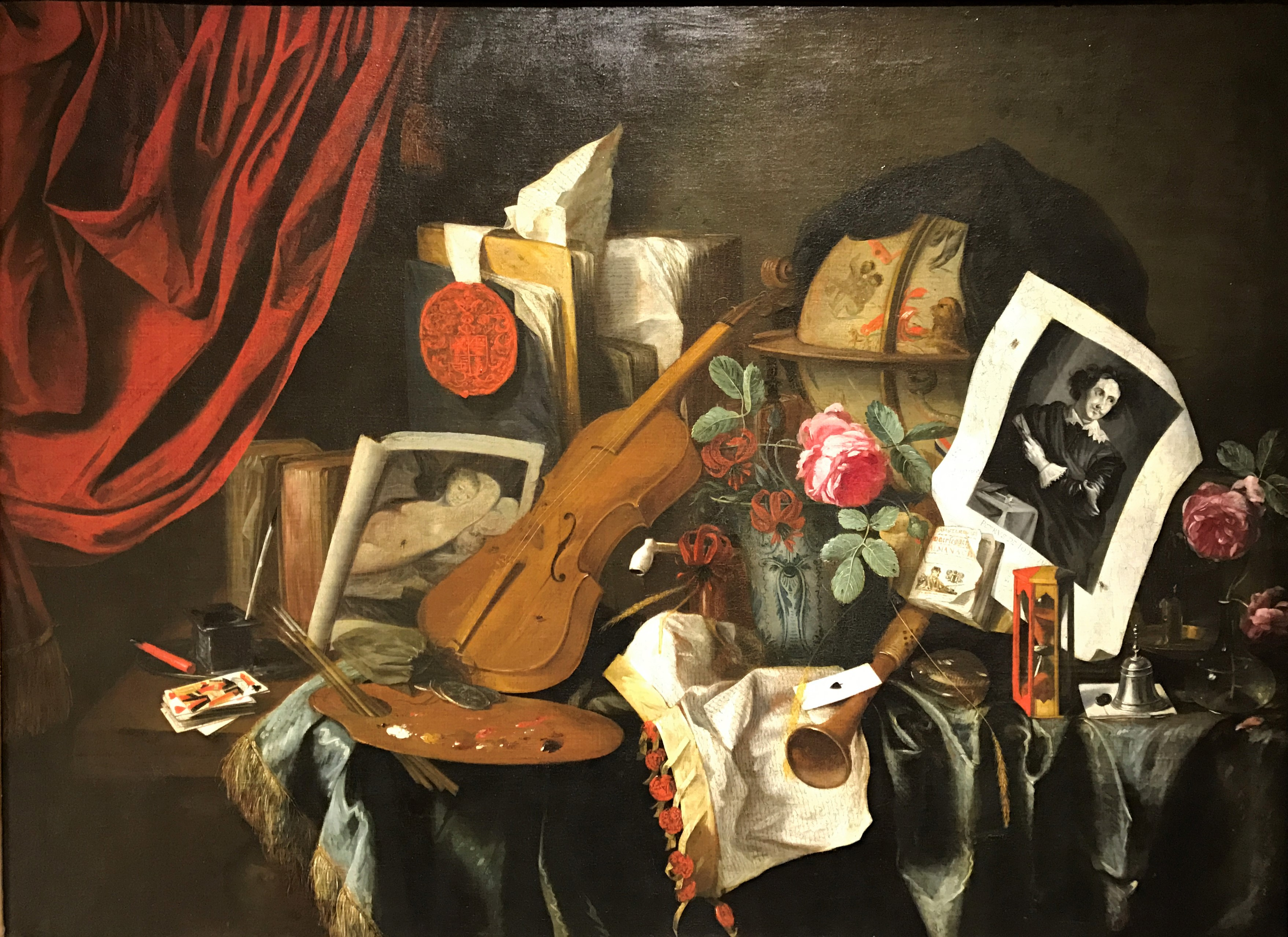
Jacques de Claeuw, Vanitas, vers 1677
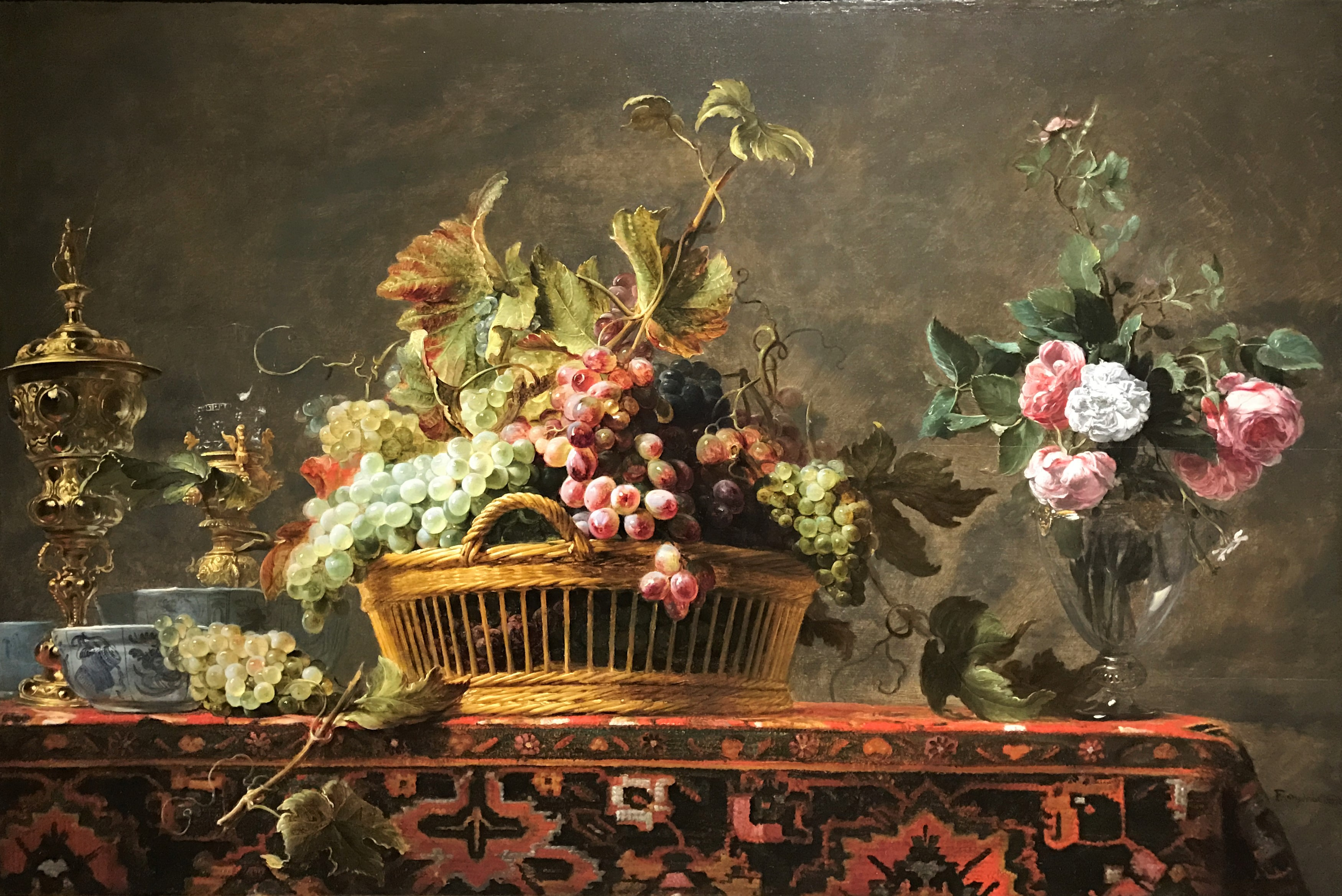
Frans Snyders, Nature morte avec fruits et fleurs, vers 1630
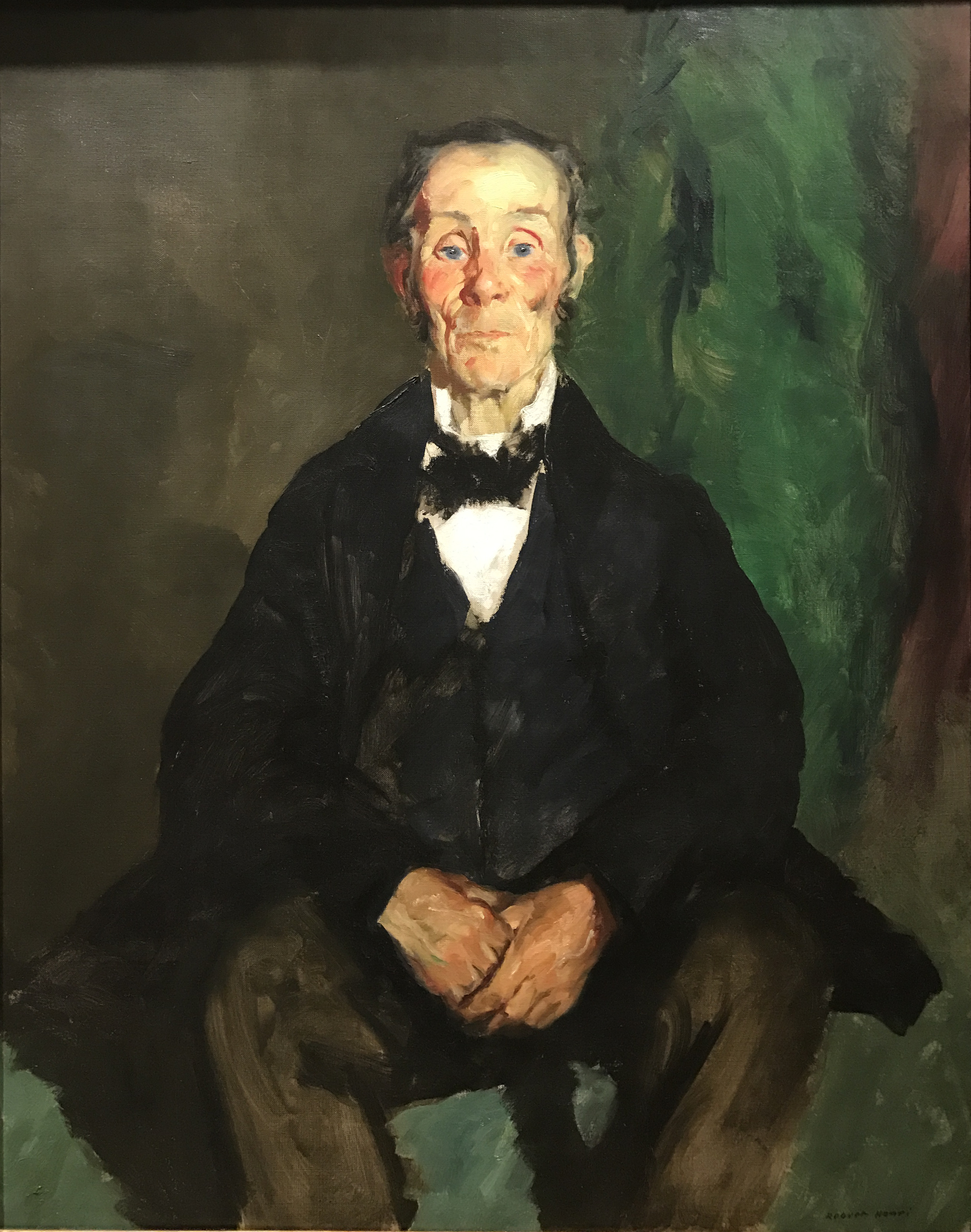
Robert Henri, Guide de Croaghan (Brian O'Malley), vers 1913
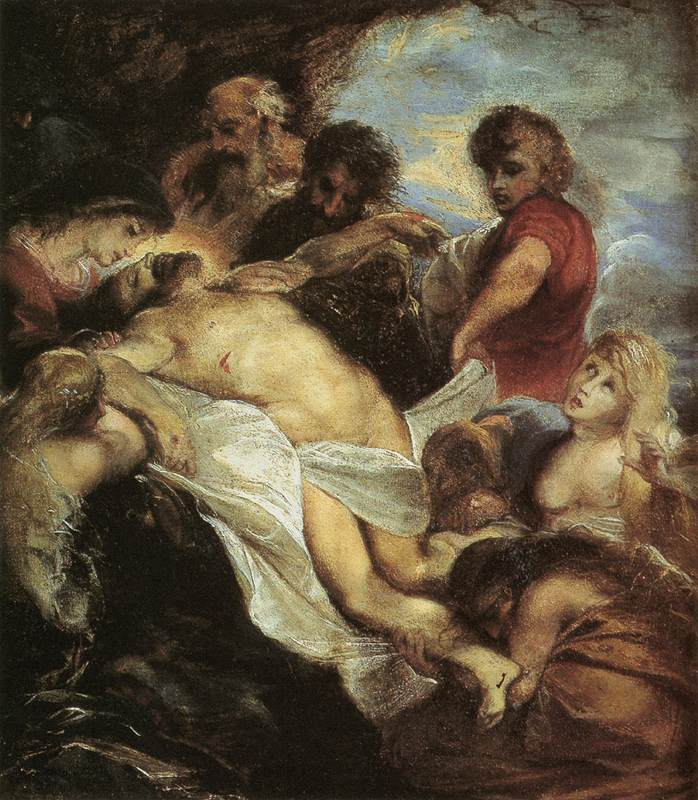
Peter Paul Rubens, La Lamentation, vers 1602
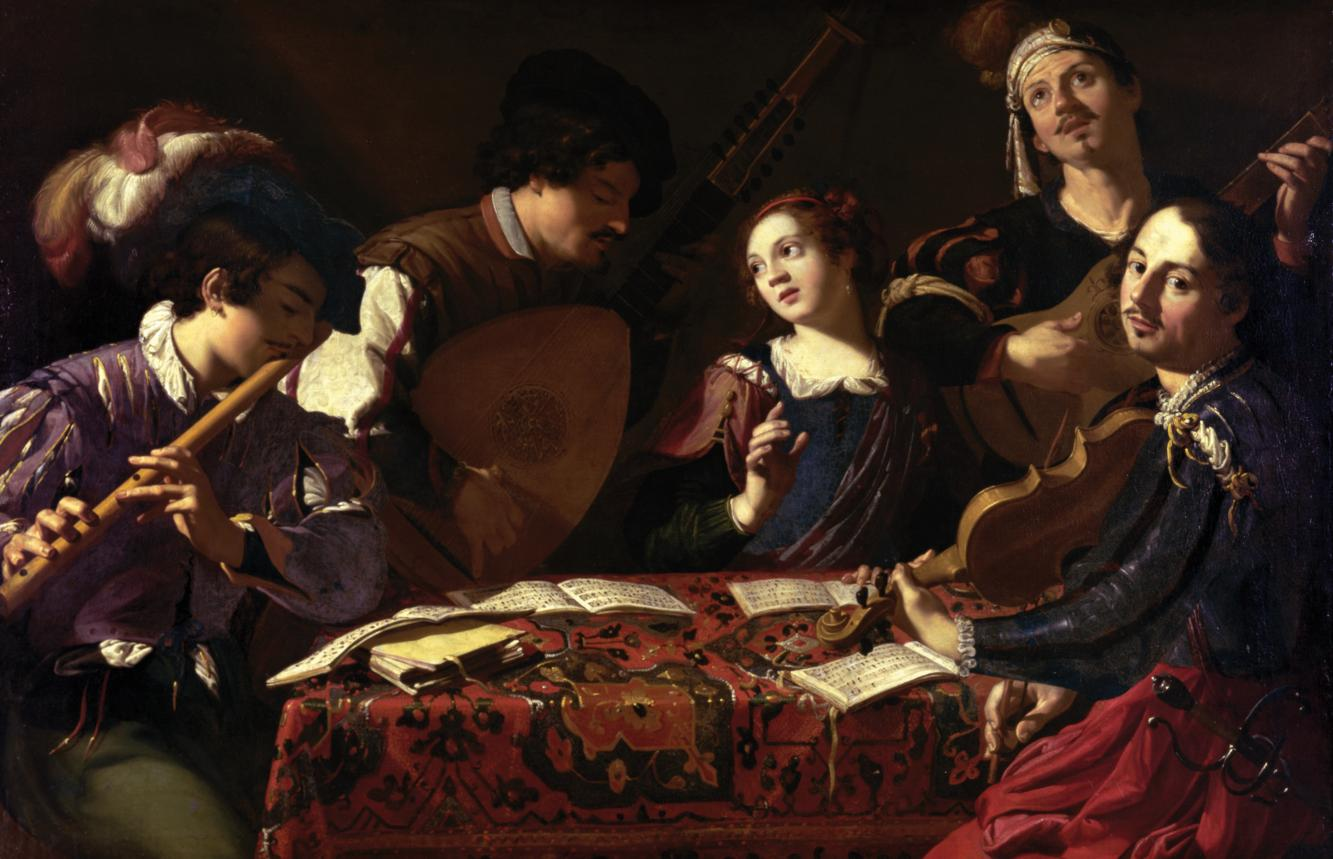
Theodoor Rombouts, Le Concert, vers 1620
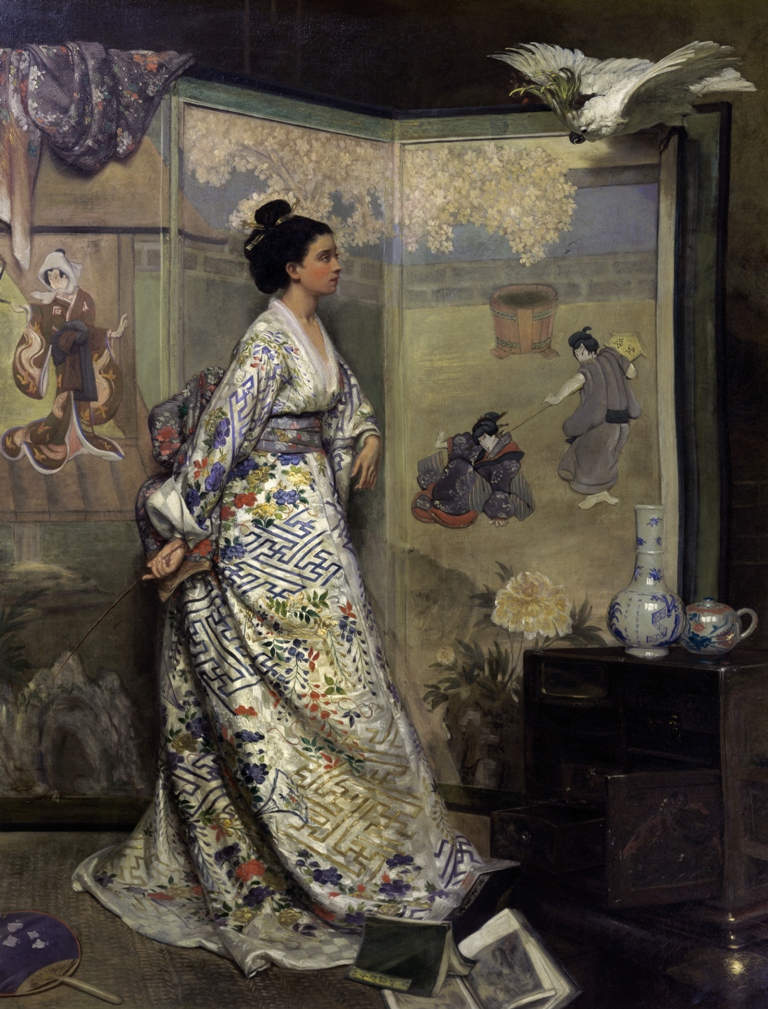
Gustave Léonard de Jonghe, L'Éventail japonais, vers 1865
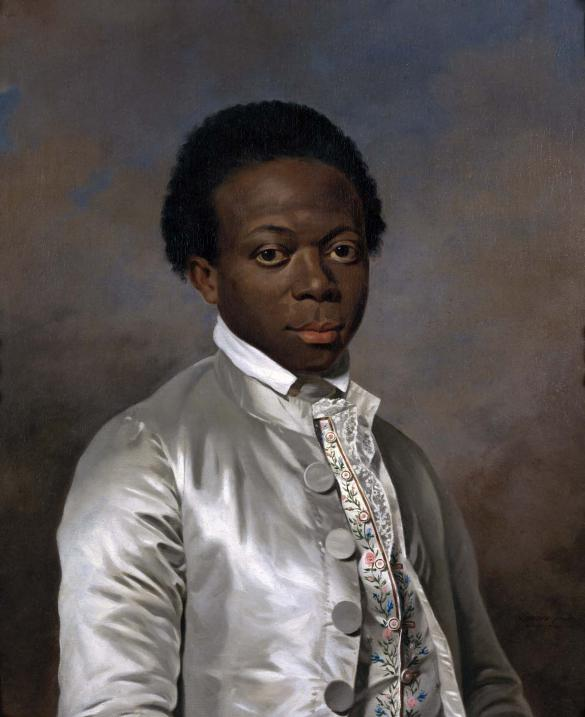
Marie-Victoire Lemoine, Portrait de Zamor, vers 1785
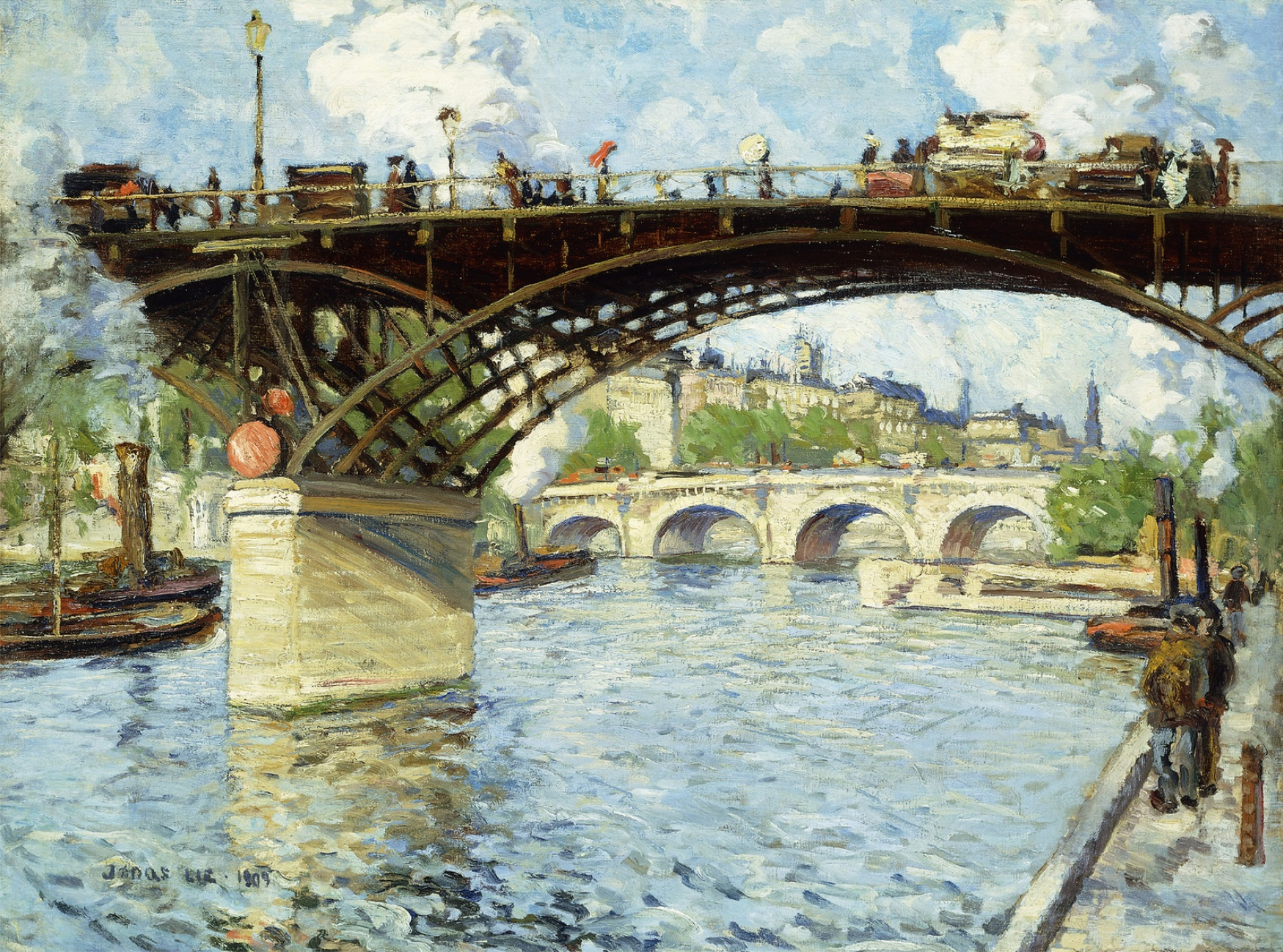
Jonas Lie, Vue de la Seine, vers 1909
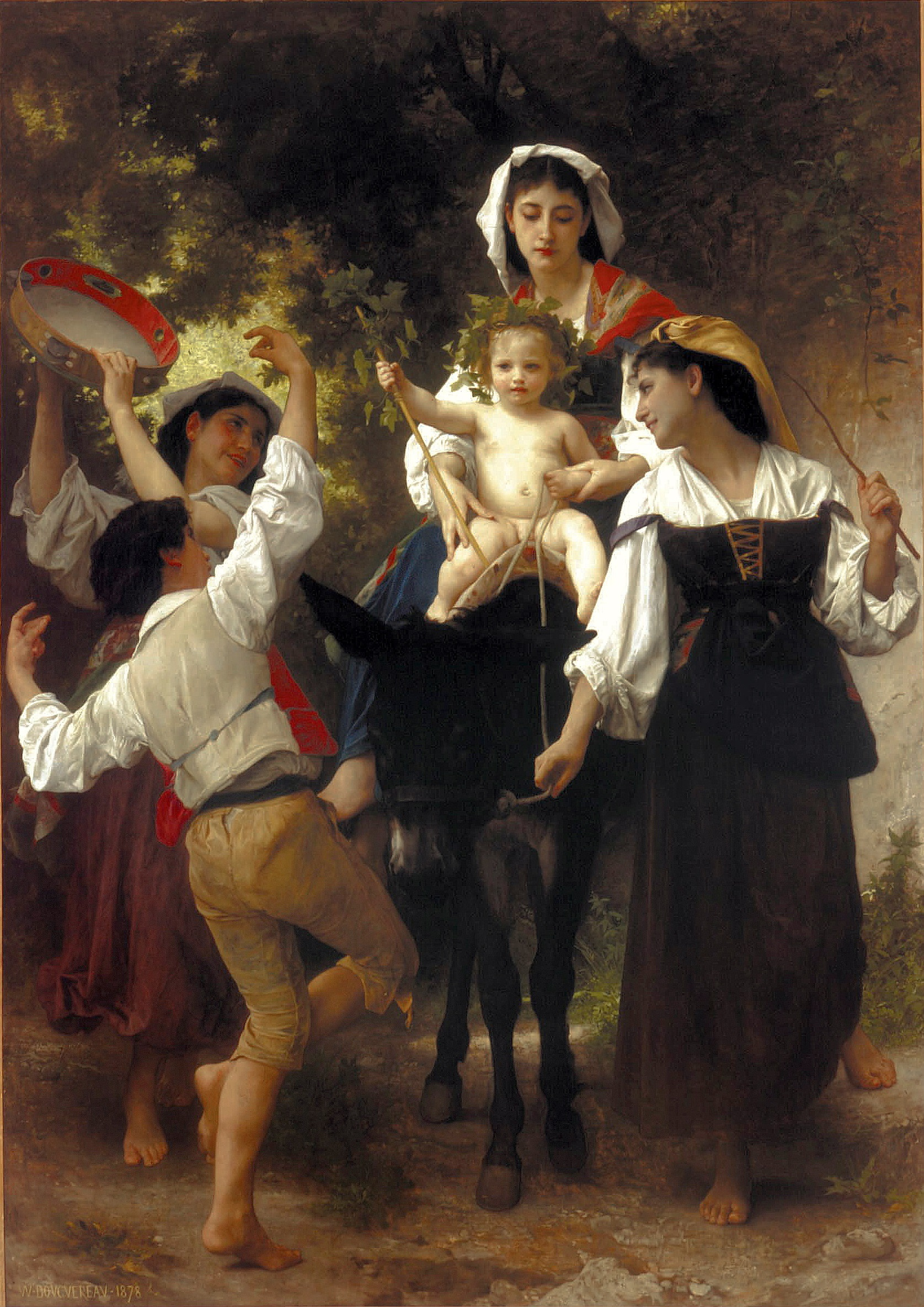
William-Adolphe Bouguereau, Retour des moissons, vers 1878
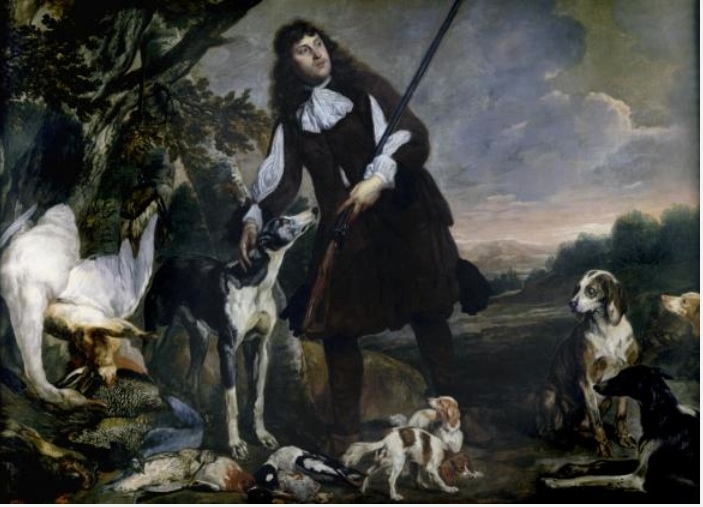
Pieter Thijs et Pieter Boel, Chasseur avec ses chiens et son gibier, vers 1650